# Burg Trzewlin

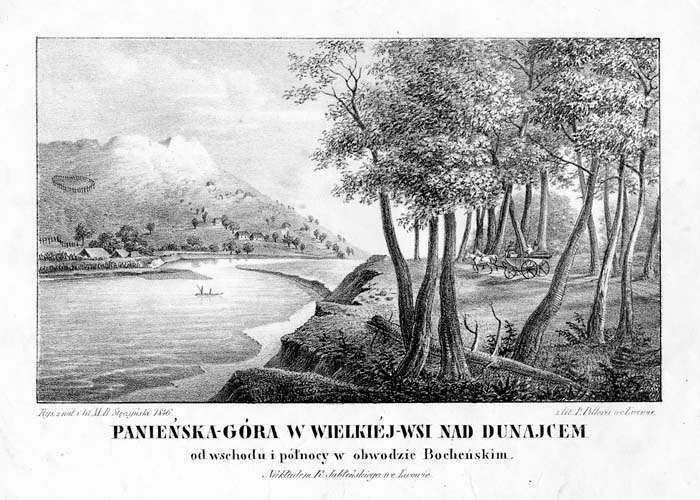
Blick auf den Burgberg um 1846

Die Burg Trzewlin (polnisch Zamek Trzewlin) ist eine Burgruine, die auf dem Berg Panieńska Góra in Wielka Wieś bei Wojnicz in der polnischen Woiwodschaft Kleinpolen am Fluss Dunajec im Gebirgszug der Beskiden Pogórze Wiśnickie liegt. Sie zählt zu den Dunajec-Burgen, die die mittelalterliche Handelsstraße vom Königreich Polen nach Oberungarn entlang des Dunajec und Poprads bewachten.

## Geschichte
Die Burg wurde in der Zeit von König Kasimir dem Großen im 14. Jahrhundert erbaut. Sie gehörte zunächst den Białoniowie und ging im 15. Jahrhundert an die Wielowieyski. Die Burg wurde während der Kriege des 17. Jahrhunderts zerstört. Seither war die Ruine dem Verfall preisgegeben und wurde von den Anwohnern als Steinbruch genutzt. Heute sind nur Mauerreste und der Burggraben erhalten.